# Доммич

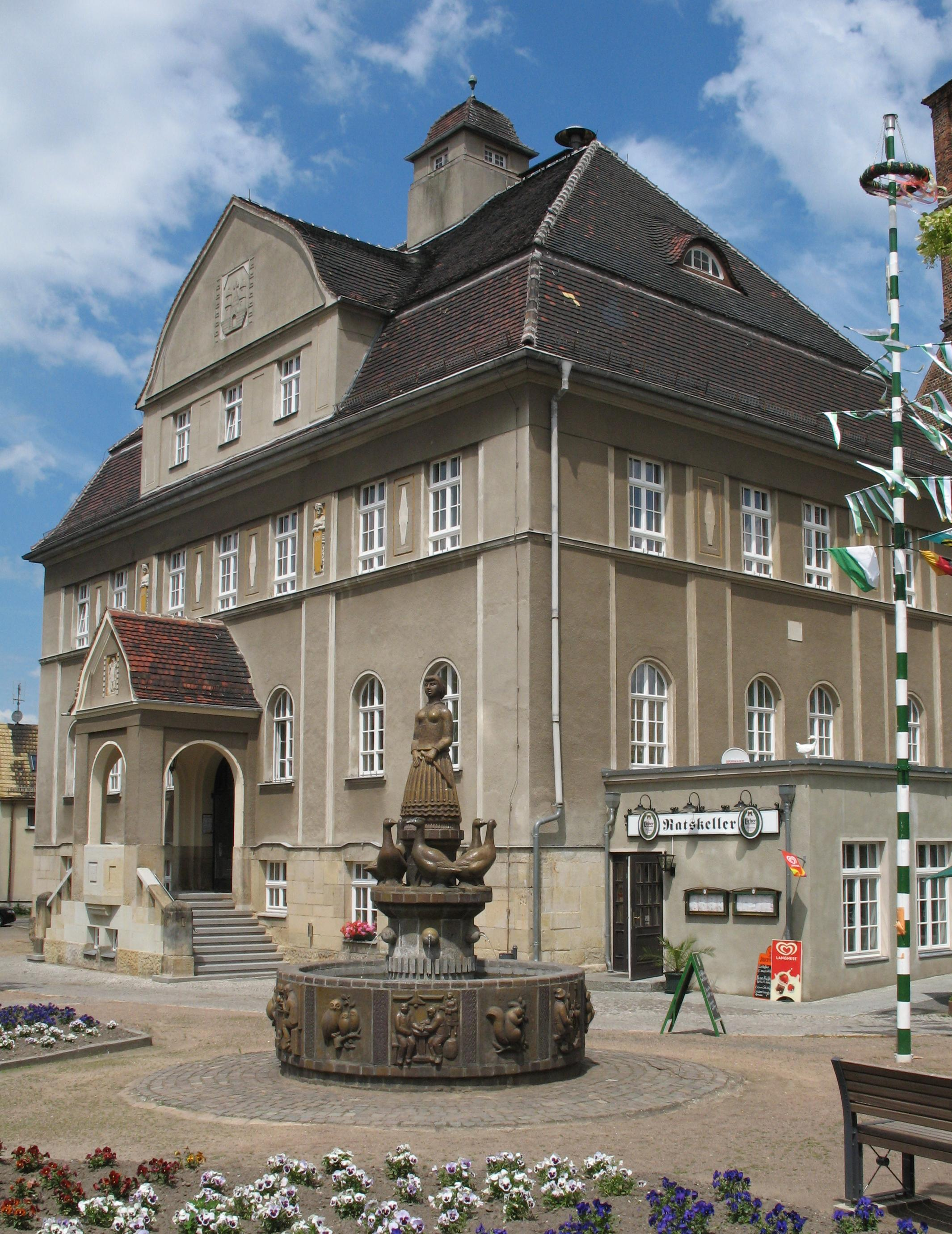
Ратуша

Доммич (нем. Dommitzsch) — город в Германии, в земле Саксония. Подчинён административному округу Лейпциг. Входит в состав района Северная Саксония. Подчиняется управлению Доммицш.  Население составляет 2735 человек (на 31 декабря 2010 года). Занимает площадь 30,20 км². Официальный код  —  14 3 89 100.